# 세상사는 이야기
《세상사는 이야기》는 2011년 1월 7일부터 2013년 4월 28일까지 방송된 다큐멘터리 프로그램이다.

## 방송 일시
| 방송 채널 | 방송일                            | 방송 시간                          | 방송 분량 |
| --------- | --------------------------------- | ---------------------------------- | --------- |
| KBS 1TV   | 2011년 1월 7일 ~ 2011년 11월 4일  | 매주 금요일 저녁 7:30 ~ 8:25       | 55분      |
| KBS 1TV   | 2011년 11월 8일 ~ 2012년 9월 25일 | 매주 화요일 밤 11:40 ~ 12:25       | 45분      |
| KBS 1TV   | 2012년 10월 23일 ~ 2013년 4월 2일 | 매주 화요일 밤 11:40 ~ 12:30       | 50분      |
| KBS 1TV   | 2013년 4월 21일 ~ 2013년 4월 28일 | 일요일 밤 12:20 ~ 월요일 새벽 1:10 | 50분      |

## 기획 의도
1. 대한민국 방방곡곡에서 살아가는 지역민들의 특별한 사연과 함께 모두가 공감할 수 있는 주인공들을 발굴하여 소개한다.
2. 지역성과 인간적 감동이 살아있는 지역민들의 솔직담백한 모습을 각 지역방송국 프로듀서들이 현장에서 밀착취재하여 전달한다.
3. 지역방송국들이 제작하여 전국으로 방송되는 텔레비전 프로그램으로 한국방송공사 지역방송국 활성화 프로젝트의 대표 프로그램이다.

## 방송 회차

### 2011년
| 회차 | 방송일    | 부제                                            | 제작     | 글 · 구성 | 연출   |
| ---- | --------- | ----------------------------------------------- | -------- | --------- | ------ |
| 1회  | 1월 7일   | 편지 왔어요 - 섬마을 우체부                     | 대전총국 | 김유진    | 황혜지 |
| 1회  | 1월 7일   | 신바람 - 가경시장의 희망가                      | 청주총국 | 심수영    | 이명희 |
| 2회  | 1월 14일  | 시목마을 7남매                                  | 광주총국 | 정선옥    | 박정수 |
| 2회  | 1월 14일  | 전통 창호장 김재중의 부자유친                   | 전주총국 | 정미선    | 김광수 |
| 3회  | 1월 21일  | 꽹과리와 새납                                   | 춘천총국 | 고은희    | 한덕규 |
| 3회  | 1월 21일  | 사랑한다면 이들처럼                             | 부산총국 | 강수민    | 이선동 |
| 4회  | 1월 28일  | 대한민국 사이클 반란을 꿈꾸다                   | 창원총국 | 최수영    | 최우철 |
| 4회  | 1월 28일  | 천사들의 합창 - 예쁘지 않은 꽃은 없다           | 대구총국 | 이형일    | 이형일 |
| 5회  | 2월 4일   | 한라산 그곳에 있고 싶다                         | 제주총국 | 김은정    | 김은정 |
| 5회  | 2월 4일   | 빨래하는 연탄목사                               | 대전총국 | 김유진    | 황혜지 |
| 6회  | 2월 11일  | 섬마을 밴드 리더 강인배                         | 광주총국 | 정선옥    | 박정수 |
| 6회  | 2월 11일  | 숲 속 아저씨의 보물섬                           | 청주총국 | 정지영    | 이명희 |
| 7회  | 2월 18일  | 해안시장의 웃음을 파는 생선가게                 | 부산총국 | 이선동    | 강수민 |
| 7회  | 2월 18일  | 스무 살 박 사장의 꿈                            | 전주총국 | 김대현    | 김대현 |
| 8회  | 2월 25일  | 겨울의 사내들 - 파로호 삼총사                   | 춘천총국 | 김인하    | 정희선 |
| 8회  | 2월 25일  | 나는 달린다 - 난민 마라토너 도나티엔            | 창원총국 | 박승미    | 최우철 |
| 9회  | 3월 4일   | 봉수 씨의 웰컴 투 김녕곶                        | 제주총국 | 김은정    | 김은정 |
| 9회  | 3월 4일   | 할머니와 크레파스                               | 대구총국 | 장윤영    | 정연희 |
| 10회 | 3월 11일  | 삽시도 억척엄마 은희 씨가 간다                  | 대전총국 | 김유진    | 황혜지 |
| 10회 | 3월 11일  | 내 이름은 김옥환                                | 청주총국 | 정지영    | 이명희 |
| 11회 | 3월 25일  | 여기는 다물도                                   | 광주총국 | 정선옥    | 박정수 |
| 11회 | 3월 25일  | 청산이랑 살어리랏다                             | 전주총국 | 이보연    | 박정훈 |
| 12회 | 4월 1일   | 외바퀴 황혼을 달린다                            | 부산총국 | 강수민    | 이선동 |
| 12회 | 4월 1일   | 여(女) 선장 정숙 씨                             | 춘천총국 | 추리      | 정희선 |
| 13회 | 4월 8일   | 백 바퀴 아지매의 즐거운 인생                    | 대구총국 | 임지은    | 백종희 |
| 13회 | 4월 8일   | 땡큐 엄마 땡큐 욕지도                           | 창원총국 | 이아름    | 최우철 |
| 14회 | 4월 15일  | 큰 잠수 영남 씨의 숨비소리                      | 제주총국 | 김은정    | 김은정 |
| 14회 | 4월 15일  | 유치원에 간 사나이                              | 대전총국 | 김유진    | 황혜지 |
| 15회 | 4월 22일  | 대나무골 훈장별곡                               | 광주총국 | 정선옥    | 박정수 |
| 15회 | 4월 22일  | 봉난 할매의 푸렁골 로맨스                       | 청주총국 | 정지영    | 이명희 |
| 16회 | 4월 29일  | 밥샘의 밥상                                     | 전주총국 | 정미선    | 맹남주 |
| 16회 | 4월 29일  | 거리의 시인 배트맨 아저씨                       | 부산총국 | 강수민    | 이선동 |
| 17회 | 5월 6일   | 가정의 달 기획(1) - 내 사랑 후엔                | 창원총국 | 박미정    | 최우철 |
| 17회 | 5월 6일   | 가정의 달 기획(2) - 규진아 슬찬아 사랑해        | 춘천총국 | 김민하    | 정희선 |
| 18회 | 5월 13일  | 더럭분교의 싱글벙글 선생님                      | 제주총국 | 김은정    | 오수안 |
| 18회 | 5월 13일  | 우리 집에 봄이 왔어요                           | 대구총국 | 하주영    | 백종희 |
| 19회 | 5월 27일  | 꼬부랑 4남매 효자도에 살어리랏다                | 대전총국 | 김유진    | 황혜지 |
| 19회 | 5월 27일  | 빨주노초파남보 일곱 빛깔 우리집                 | 청주총국 | 정지영    | 이명희 |
| 20회 | 6월 3일   | 흙에 살어리랏다 - 화가 박문종                   | 광주총국 | 정선옥    | 박정수 |
| 20회 | 6월 3일   | 의의 선비 - 청곡 김종회                         | 전주총국 | 송가영    | 김승욱 |
| 21회 | 6월 10일  | 이 남자가 사는 법                               | 부산총국 | 강수민    | 이선동 |
| 21회 | 6월 10일  | 늴리리 만물트럭 왔슈                            | 춘천총국 | 조광숙    | 정희선 |
| 22회 | 6월 17일  | 내일의 혁                                       | 포항지국 | 정현진    | 정현진 |
| 22회 | 6월 17일  | 피자와 레코드판                                 | 창원총국 | 박미정    | 최우철 |
| 23회 | 6월 24일  | 사부님은 못말려 - 무림고수 최재근               | 대전총국 | 김유진    | 곽철웅 |
| 23회 | 6월 24일  | 꽃을 든 돌하르방                                | 제주총국 | 권영옥    | 오수안 |
| 24회 | 7월 1일   | 괜찮다 내 청춘                                  | 청주총국 | 정지영    | 이명희 |
| 24회 | 7월 1일   | 전통 무예가 박희랑의 꿈                         | 광주총국 | 김은영    | 박정수 |
| 25회 | 7월 15일  | 꼴찌들의 희망가 - 쌍방울 레이더스 마지막 팬클럽 | 전주총국 | 이휘현    | 이휘현 |
| 25회 | 7월 15일  | 발로 그리는 나의 꿈 - 김밝은터                  | 부산총국 | 강수민    | 이선동 |
| 26회 | 7월 22일  | 달려라 하니 오빠                                | 창원총국 | 박미성    | 최우철 |
| 26회 | 7월 22일  | 바다 사나이 영준 씨의 희망가                    | 춘천총국 | 강연희    | 정희선 |
| 27회 | 7월 29일  | 안정희 씨의 우도를 그대 품 안에                 | 제주총국 | 권영옥    | 오수안 |
| 27회 | 7월 29일  | 또순이 기순 씨의 금빛 토스트                    | 안동지국 | 장소랑    | 장소랑 |
| 28회 | 8월 5일   | 조 아줌마의 즐거운 인생                         | 청주총국 | 정지영    | 이명희 |
| 28회 | 8월 5일   | 벌치기 마을 백발 영감 호호 할매                 | 대전총국 | 김유진    | 곽철웅 |
| 29회 | 8월 12일  | 얼음종이 땡땡땡                                 | 전주총국 | 김자영    | 손수희 |
| 29회 | 8월 12일  | 웃기는 남자 김유남                              | 광주총국 | 김은영    | 박정수 |
| 30회 | 8월 19일  | 푸른샘의 버들 선생님                            | 부산총국 | 강수민    | 이선동 |
| 30회 | 8월 19일  | 나는 설악산 집배원입니다                        | 춘천총국 | 김재덕    | 정희선 |
| 31회 | 8월 26일  | 늘 고맙습니다 - 장승 사나이 김쌍기              | 대구총국 | 채우리    | 최수영 |
| 31회 | 8월 26일  | 청자 씨의 소망                                  | 창원총국 | 박미정    | 최우철 |
| 32회 | 9월 2일   | 행복한 청소부                                   | 대전총국 | 김유진    | 곽철웅 |
| 32회 | 9월 2일   | 이재선 씨의 나는 연주자다                       | 제주총국 | 권영옥    | 오수안 |
| 33회 | 9월 9일   | 칸 오늘도 달린다                                | 청주총국 | 정지영    | 이명희 |
| 33회 | 9월 9일   | 수리수리마수리 얍 - 이 사람 이세상 씨가 사는 법 | 광주총국 | 김은영    | 박정수 |
| 34회 | 9월 23일  | 파도에 인생을 싣고 - 우리는 서핑 가족           | 부산총국 | 강수민    | 이선동 |
| 34회 | 9월 23일  | 정상현 작(作) - 밴드 인 전주                    | 전주총국 | 송가영    | 이영철 |
| 35회 | 9월 30일  | 나는 진짜 이장이다                              | 창원총국 | 박미성    | 최우철 |
| 35회 | 9월 30일  | 내 고향 대왕문어 잡으러 왔수다                  | 춘천총국 | 김인하    | 배성호 |
| 36회 | 10월 7일  | 영양 고추 할배 - 매워도 다시 한 번              | 대구총국 | 성교선    | 김영민 |
| 36회 | 10월 7일  | 제주 올레에서 쓰는 편지                         | 제주총국 | 권명옥    | 오수안 |
| 37회 | 10월 14일 | 사랑방 정자와 할매들                            | 대전총국 | 김유진    | 곽철웅 |
| 37회 | 10월 14일 | 인생은 아름다워                                 | 청주총국 | 정지영    | 이명희 |
| 38회 | 10월 21일 | 백운골 두 할매                                  | 전주총국 | 김자영    | 이준화 |
| 38회 | 10월 21일 | 으라차차 지리산 반달곰 아가씨                   | 광주총국 | 김은영    | 박정수 |
| 39회 | 10월 29일 | 마트 코치의 나의 사랑 나의 축구                 | 부산총국 | 강수민    | 이선동 |
| 39회 | 10월 29일 | 지용 씨 한옥을 품다                             | 춘천총국 | 추리      | 김선일 |
| 40회 | 11월 4일  | 나는 영덕의 태진아                              | 대구총국 | 김경선    | 백종희 |
| 40회 | 11월 4일  | 초도에는 도지사와 내무장관이 산다               | 창원총국 | 박미정    | 최우철 |
| 41회 | 11월 8일  | 온천시장 라디오 스타                            | 대전총국 | 김유진    | 곽철웅 |
| 42회 | 11월 15일 | 제주의 목동 - 말 테무리                         | 제주총국 | 권명옥    | 오수안 |
| 43회 | 12월 6일  | 천생연분                                        | 광주총국 | 최복선    | 정현동 |
| 44회 | 12월 13일 | 가는 사람은 가지 않는다                         | 청주총국 | 정지영    | 이명희 |
| 45회 | 12월 27일 | 부산항의 파일럿 - 최 선장의 꿈                  | 부산총국 | 이현정    | 김경진 |

### 2012년
| 회차 | 방송일    | 부제                                   | 제작     | 글 · 구성 | 연출   |
| ---- | --------- | -------------------------------------- | -------- | --------- | ------ |
| 46회 | 1월 3일   | 엄마는 가수다                          | 전주총국 | 김자영    | 김광수 |
| 47회 | 1월 10일  | 아버지의 바다 - 나는 전설이 되다       | 춘천총국 | 조양숙    | 김선일 |
| 48회 | 1월 17일  | 오래된 연인 - 할마이 내 할마이         | 창원총국 | 박미정    | 배용화 |
| 49회 | 1월 31일  | 나마스테 - 닥터 라제스                 | 대구총국 | 임지은    | 정범수 |
| 50회 | 2월 7일   | 풀각시의 뜨락                          | 대전총국 | 김유진    | 윤진영 |
| 51회 | 2월 14일  | 1250도 옹기 사랑                       | 제주총국 | 권영옥    | 오수안 |
| 52회 | 2월 21일  | 고부살이                               | 광주총국 | 최복선    | 정현동 |
| 53회 | 3월 6일   | 소호마을에는 달팽이가족이 산다         | 부산총국 | 이현정    | 김경진 |
| 54회 | 3월 13일  | 소년 - 물 속을 날다                    | 전주총국 | 김한아    | 맹남주 |
| 55회 | 4월 3일   | 6형제의 아버지 원용국                  | 춘천총국 | 강연희    | 배성호 |
| 56회 | 4월 10일  | 동백꽃 순정                            | 창원총국 | 박미성    | 배용화 |
| 57회 | 4월 17일  | 우리동네 예술촌                        | 대구총국 | 백송희    | 채우리 |
| 58회 | 4월 24일  | 월도(月島) 최 씨네 어촌일기            | 대전총국 | 김유진    | 윤진영 |
| 59회 | 5월 1일   | 비보이 날아오르다                      | 제주총국 | 권영옥    | 이경진 |
| 60회 | 5월 8일   | 할머니의 자장가                        | 광주총국 | 박은영    | 박정수 |
| 61회 | 5월 22일  | 일흔한 살 - 청춘에 대하여              | 청주총국 | 심수영    | 이진욱 |
| 62회 | 6월 5일   | 제57회 현충일 기획 - 친구              | 춘천총국 | 김인하    | 배성호 |
| 63회 | 6월 12일  | 사랑하는 바다여                        | 부산총국 | 이현정    | 김경진 |
| 64회 | 6월 19일  | 청춘 팔십                              | 전주총국 | 김자영    | 김정록 |
| 65회 | 6월 26일  | 소바보 울 아들                         | 창원총국 | 추미진    | 배용화 |
| 66회 | 7월 3일   | 대목장의 길 - 청도한옥학교             | 대구총국 | 채우리    | 진동주 |
| 67회 | 7월 10일  | 들꽃 소리꾼 권재덕                     | 대전총국 | 김유진    | 박형노 |
| 68회 | 7월 31일  | 벌거벗은 자연인 - 제주 농부 김윤수     | 제주총국 | 권영옥    | 이경진 |
| 69회 | 8월 7일   | 어머니의 유산                          | 광주총국 | 박은영    | 정현동 |
| 70회 | 8월 14일  | 이방인의 노래                          | 전주총국 | 김한아    | 이준화 |
| 71회 | 8월 21일  | 머리방 손님과 어머니                   | 청주총국 | 심수영    | 이진욱 |
| 72회 | 9월 4일   | 망절 씨(氏)와 버섯                     | 부산총국 | 이현정    | 김경진 |
| 73회 | 9월 11일  | 내 인생의 아라리                       | 춘천총국 | 이영미    | 김진수 |
| 74회 | 9월 25일  | 아델리아와 버섯머리 형제의 행복한 동화 | 대구총국 | 김경선    | 정소망 |
| 75회 | 10월 23일 | 마지막 어부와 장어각시                 | 창원총국 | 박미정    | 배용화 |
| 76회 | 10월 30일 | 준구 씨의 싸가지 인생철학              | 대전총국 | 박지연    | 유상현 |
| 77회 | 11월 13일 | 영순 씨의 전성시대                     | 광주총국 | 김은영    | 조지호 |
| 78회 | 11월 20일 | 요리사와 예술가의 제주에 살어리랏다    | 제주총국 | 권영옥    | 이경진 |
| 79회 | 11월 27일 | 청산에 살어리랏다 시랑 그림이랑 데리고 | 청주총국 | 심수영    | 최용찬 |
| 80회 | 12월 18일 | 식은 밥으로 빚는 뜨거운 인생           | 춘천총국 | 이영미    | 김진수 |

### 2013년
| 회차 | 방송일   | 부제                               | 제작     | 글 · 구성 | 연출   |
| ---- | -------- | ---------------------------------- | -------- | --------- | ------ |
| 81회 | 1월 1일  | 도시속의 섬 매축지 사람들          | 부산총국 | 이현정    | 김경진 |
| 82회 | 1월 8일  | 청춘 신고합니다                    | 전주총국 | 김가미    | 이휘현 |
| 83회 | 1월 15일 | 기찻길 옆 하림댁과 의령댁          | 창원총국 | 박미정    | 배용화 |
| 84회 | 1월 22일 | 청춘은 예술이다                    | 대구총국 | 김안나    | 김태두 |
| 85회 | 1월 29일 | 내 마음이 들리니?                  | 대전총국 | 박지연    | 유상현 |
| 86회 | 2월 5일  | 바람의 레시피 - 요리 연구가 양용진 | 제주총국 | 김은정    | 이용우 |
| 87회 | 2월 19일 | 본촌할매 시집살이                  | 광주총국 | 김은영    | 조지호 |
| 88회 | 2월 26일 | 사랑은 맛있다                      | 청주총국 | 방실      | 이명희 |
| 89회 | 3월 5일  | 가지산 두 남자 이야기              | 부산총국 | 이현정    | 김경진 |
| 90회 | 3월 26일 | 고향 - 예술을 입다                 | 춘천총국 | 김재덕    | 정희선 |
| 91회 | 4월 2일  | 커피트럭 여행을 떠나다             | 전주총국 | 송가영    | 최영선 |
| 92회 | 4월 21일 | 망루 위 세 남자                    | 창원총국 | 박미정    | 배용화 |
| 93회 | 4월 28일 | 세계를 날다 - 플라잉               | 대구총국 | 백송희    | 백송희 |